# Mackenziaena
Mackenziaena és un gènere d'ocells de la família dels tamnofílids (Thamnophilidae).

## Distribució i hàbitat
Es distribueix en tres països de l'est d'Amèrica del Sud; Paraguai (Alto Paraná, Amambay, Caazapá, Canindeyú, i Itapúa), en el sud-est de Brasil (Bahia, Espirito Santo, Mato Grosso do Sul, Minas Gerais, Paraná, Rio de Janeiro, Rio Grande do Sul, Santa Catarina, i São Paulo) i el nord-est de l'Argentina (Missiones).
L'hàbitat natural és la selva subtropical o tropical, tant de plana com de muntanya i de la Mata Atlàntica en general.

## Característiques
Els bataràs d'aquest gènere són dos ocells espectaculars, grossos, mesuren entre 24 i 26,5 cm de longitud, de llargues cues però de becs relativament petits. Són bastant furtives en el dens sotabosc on habiten.

## Sistemàtica

### Taxonomia
Aquest gènere podria estar està relacionat amb Thamnophilus amb base en la morfologia externa, especialment el bec fort i curt, però falten les corresponents proves moleculars que el recolzin. Mackenziaena severa podria estar més estretament relacionada amb les espècies del gènere Frederickena que amb M. leachii.

### Etimologia
El nom genèric femení «Mackenziaena» commemora a Helen MacKenzie McConnell (1871-1954) esposa de l'explorador británico Frederick Vavasour McConnell (1858–1914).

### Espècies
Segons la Classificació del Congrés Ornitològic Internacional (versió 14.2, 2024) aquest gènere està format per dues espècies:
- Batarà pintat - (Mackenziaena leachii).
- Batarà alabrú - (Mackenziaena severa).